# Международен университет „Имам Хомейни“
Международният университет „Имам Хомейни“ (на персийски: دانشگاه بین المللی امام خمینی) е висше училище в Казвин, Иран.
Основан е през 1984 година с основна цел да обучава студенти от други страни в Ислямския свят, като има специализиран център за преподаване на персийски език. По-късно получава името на Рухолах Хомейни, водача на Иранската революция от 1979 година. Към 2023 година в училището се обучават около 8800 студенти.

## Известни личности
Студенти и докторанти
- Наргиз Мохамади (р. 1972), общественичка